# Bonesteel
Bonesteel è un comune (city) degli Stati Uniti d'America della contea di Gregory nello Stato del Dakota del Sud. La popolazione era di 275 abitanti al censimento del 2010.

## Geografia fisica
Bonesteel è situata a 43°04′37″N 98°56′49″W (43.077044, -98.946858).
Secondo lo United States Census Bureau, la città ha una superficie totale di 0,9 km², dei quali 0,9 km² di territorio e 0 km² di acque interne (0% del totale).
A Bonesteel è stato assegnato lo ZIP code 57317 e lo FIPS place code 06220.

## Storia
Bonesteel fu progettata nel 1902. La città deve il suo nome in onore di H. E. Bonesteel, che operava come spedizioniere nell'area.

## Società

### Evoluzione demografica
Secondo il censimento del 2010, la popolazione era di 275 abitanti.

### Etnie e minoranze straniere
Secondo il censimento del 2010, la composizione etnica della città era formata dal 73,45% di bianchi, lo 0% di afroamericani, il 22,91% di nativi americani, lo 0% di asiatici, lo 0% di oceanici, l'1,82% di altre razze, e l'1,82% di due o più etnie. Ispanici o latinos di qualunque razza erano il 4% della popolazione.